# Mojokembang
Mojokembang is een bestuurslaag in het regentschap Mojokerto van de provincie Oost-Java, Indonesië. Mojokembang telt 1173 inwoners (volkstelling 2010).